# Dauby
Dauby (Dubno, niem. Duben See) – płytkie jezioro położone między wsiami: Boreczno, Duba i Mozgowo, znajdujące się w systemie Kanału Iławskiego, w sąsiedztwie Jezioraka. Długość linii brzegowej wynosi 4500 m. Do jeziora w części północnej i zachodniej wpadają dwa niewielkie strumienie, w części wschodniej - Kanał Iławski. W części południowej wypływa Kanał Elbląski, niosący wody do jeziora Jeziorak. Jezioro Dauby należy do systemu jezior zachodniego odgałęzienia Kanału Elbląskiego.
Wśród roślinności wodnej dominuje rdestnica połyskująca, występuje tu leszcz, szczupak, sandacz, węgorz.
Według Leydinga jezioro miało powierzchnię 72,83 ha
Dauba (niem. Wagarthfliess) – strumyk łączący jeziora Wajgart i Dauby.